# Štěpán Zápolský

Erb rodu Zápolských

Štěpán Zápolský (zemřel 23. prosince 1499) byl uherský magnát a palatin v letech 1492–1499.

## Biografie
Narodil se jako syn Vladislava Zápolského, pana Solymos, a jeho první manželky Doroty. Vyrůstal v Hunedoaře na dvoře Jana Hunyadyho a později jeho syna Matyáše Korvína.
Štěpán Zápolský se v roce 1453 se stal hejtmanem Horních Uher, v letech 1474–1481 za přispění Matyáše Korvína slezským zemským hejtmanem a hejtmanem Lužice, v letech 1473–1478 a 1486–1499 spišským a v letech 1481–1499 trenčínským županem, v letech 1485–1490 hejtmanem Rakouska, v letech 1492–1494 šarišským županem a od roku 1492 uherským palatinem krále Vladislava II. Jagellonského, tedy nejvyšším světským úředníkem v Uhrách.

### Manželství a potomci
Údaje o prvním Štěpánově manželství se neopírají o prameny, ale o starou literaturu faktu, proto nejsou jisté. První jeho manželkou měla být Kateřina, dcera Šimona Drugeta z Hommony a Žofie Bebek. Z tohoto manželství se měly narodit dcery Kristýna (Markéta) a Veronika.
Druhou ženou Štěpánovou byla Hedvika, těšínská princezna, dcera těšínského knížete Přemysla II. Těšínského. Jejich svatba se dříve kladla k datu 11. srpna 1483, novější bádání prokázala, že manželství bylo uzavřeno až v prosinci roku 1486.
Z jeho manželství s Hedvikou vzešli čtyři potomci:
- Jan Zápolský (2. červen 1487 – 22. července 1540), po smrti Vladislava II. Jagellonského regent jeho neplnoletého syna Ludvíka a po jeho smrti od roku 1526 uherský král
- Jiří Zápolský (únor 1495 – 29. srpna 1526), spišský župan, padl v bitvě u Moháče
- Barbora Zápolská (1495 nebo 1496 – 2. října 1515), jako manželka polského krále Zikmunda I. Starého polská královna
- Magdalena Zápolská (okolo roku 1499), zemřela v útlém věku